# Jochen Hasenmayer
 (juin 2019).
Jochen Hasenmayer, né en 1941, est un plongeur spéléologue allemand.il plongea dans la sorgue en 1985

## Biographie
Hasenmayer plonge depuis sa jeunesse. En 1989 il a un accident de plongée dans le Wolfgangsee. Il en découle une paralysie des membres inférieurs. Depuis ce temps-là, il utilise un petit sous-marin. Le sous-marin fut construit par son ami Konrad Gehringer.
Hasenmayer a fait la connaissance de sa compagne Gaby Barth à l'hôpital. Les deux habitent à Birkenfeld dans le Bade-Wurtemberg.

## Activités spéléologiques
Jochen Hasenmayer explore avant tout les cavernes sous le Jura souabe. Depuis les années 1960, il plonge dans le Blautopf. En France, il atteint la profondeur de 205 m dans la Fontaine de Vaucluse en 1983, sans aucune assistance technique et bien avant l'arrivée des recycleurs (Atlas des gouffre des Alpes de Lumière, 1991). 
Il affirme que, sous les Alpes, de grandes réserves  d'eau chaude existent. Chez les savants, sa théorie est contestée, mais avec ses conférences, il enthousiasme beaucoup d'auditeurs.
Il reste une référence en plongée souterraine, de par ses nombreuses explorations très engagées. Certains de ses « terminus » (point extrême atteint dans une cavité) n'ont toujours pas été dépassés. Il fut un pionnier dans l'utilisation des mélanges gazeux ternaires (ajout d'hélium à l'oxygène et l'azote).

## Sources et références
- plongeesout.com
- lieux-insolites.fr